# Nastrosz lipowiec
Nastrosz lipowiec (Mimas tiliae) – gatunek motyla z rodziny zawisakowatych (Sphingidae). Występuje w całej Europie. Rozpiętość skrzydeł waha się między 50–75 mm. Przednie skrzydła barwy zielonkawej do ochrowych i lekko wcięte. Skrzydła tylne żółtawe. W Europie środkowej i północnej motyl wydaje jedno pokolenie (od końca kwietnia do końca czerwca). Na południu Europy wydaje także drugie pokolenie (od VIII do X).
Nastrosz lipowiec aktywny jest wieczorem nad alejami lipowymi. Dzień spędza w podszycie na korze drzew. Samica składa zielonkawe jaja na spodzie liści lip, wiązów, olsz, brzóz, klonów, jesionów, dębów bądź innych drzew. Po dwóch tygodniach wylęgają się zielone gąsienice, które po okresie żerowania przepoczwarzają się w ziemi w brązowoczarnych, matowych kokonach.

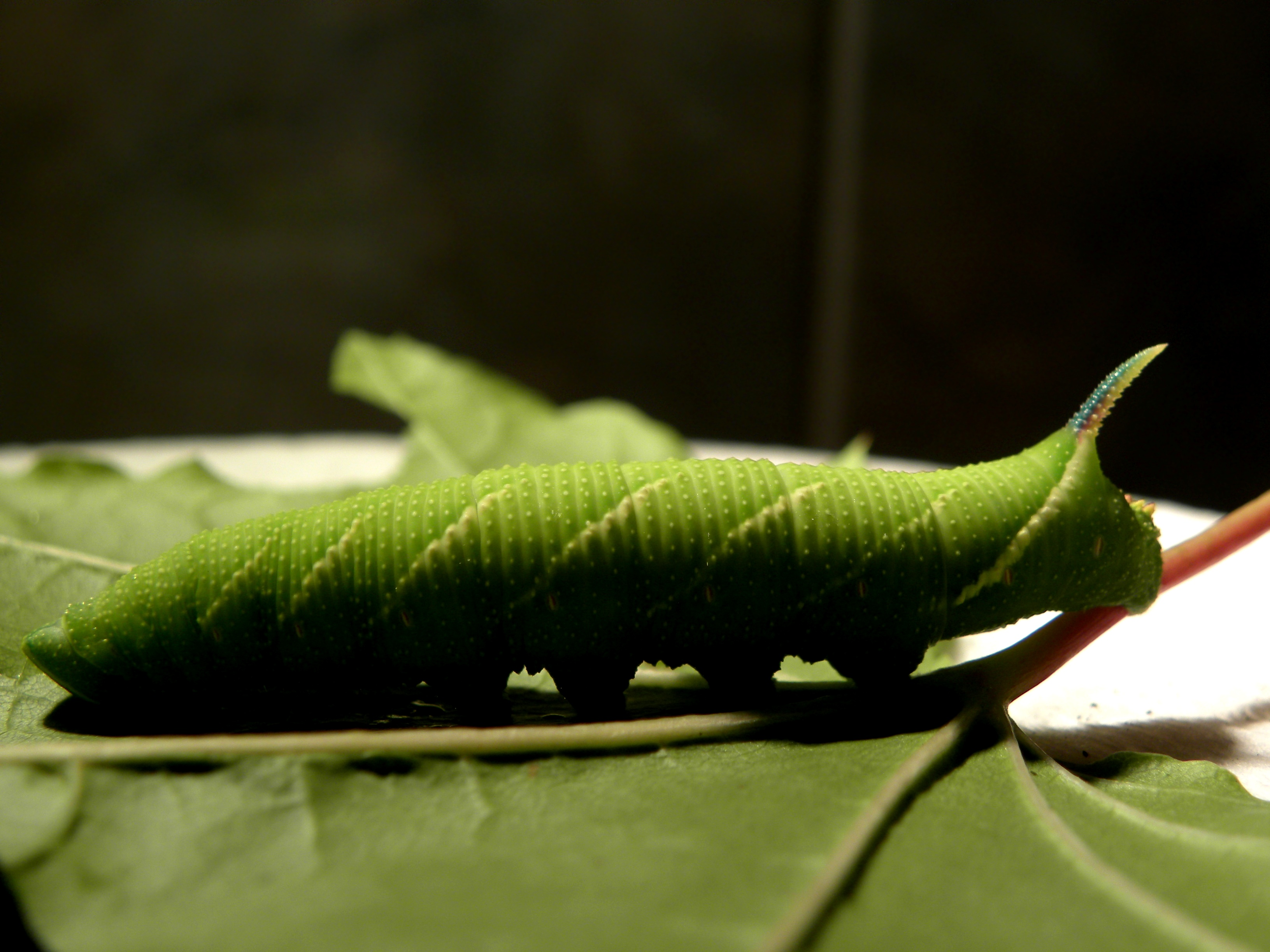
Larwa nastrosza lipowca
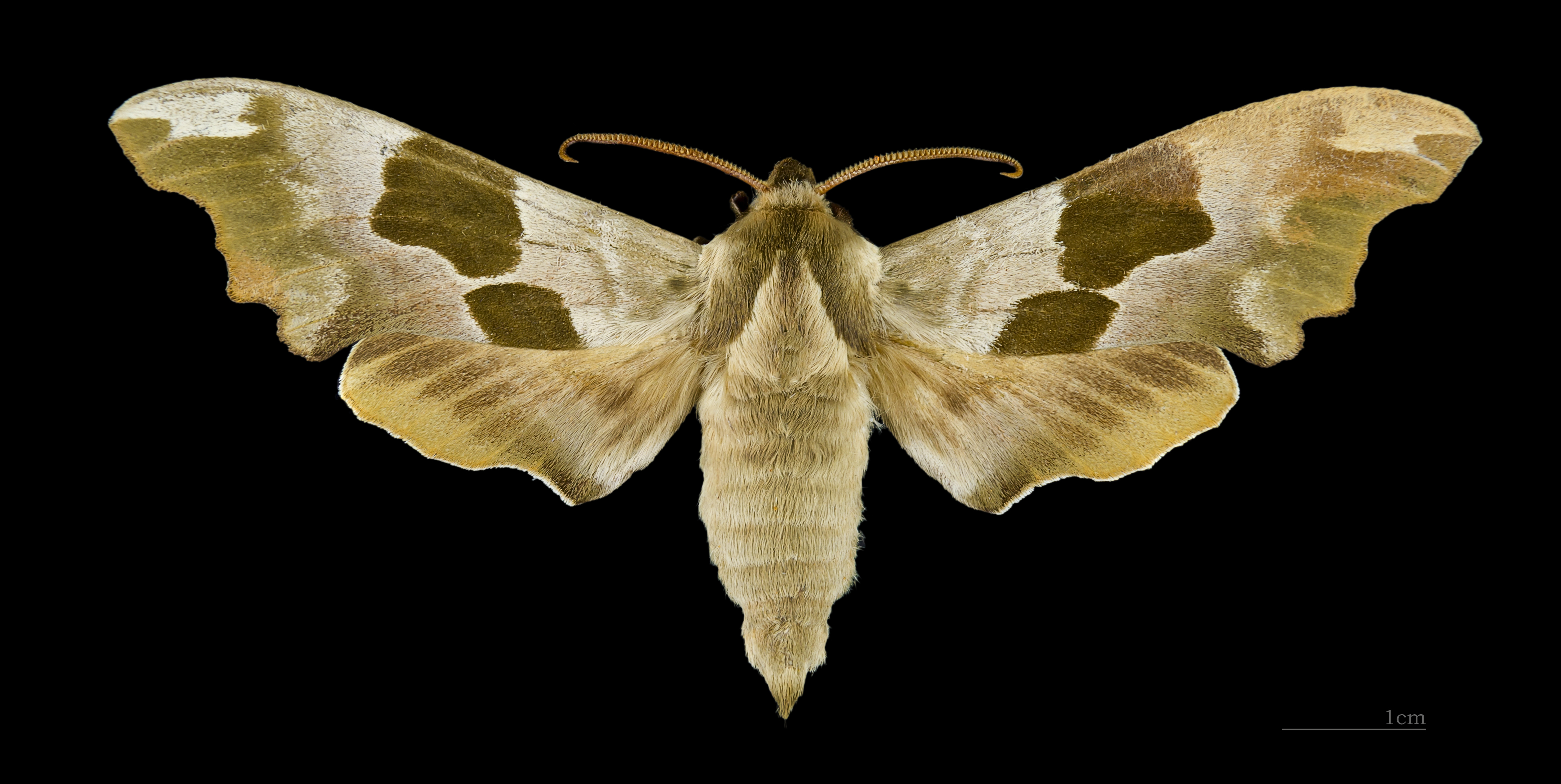
Mimas tiliae ♂
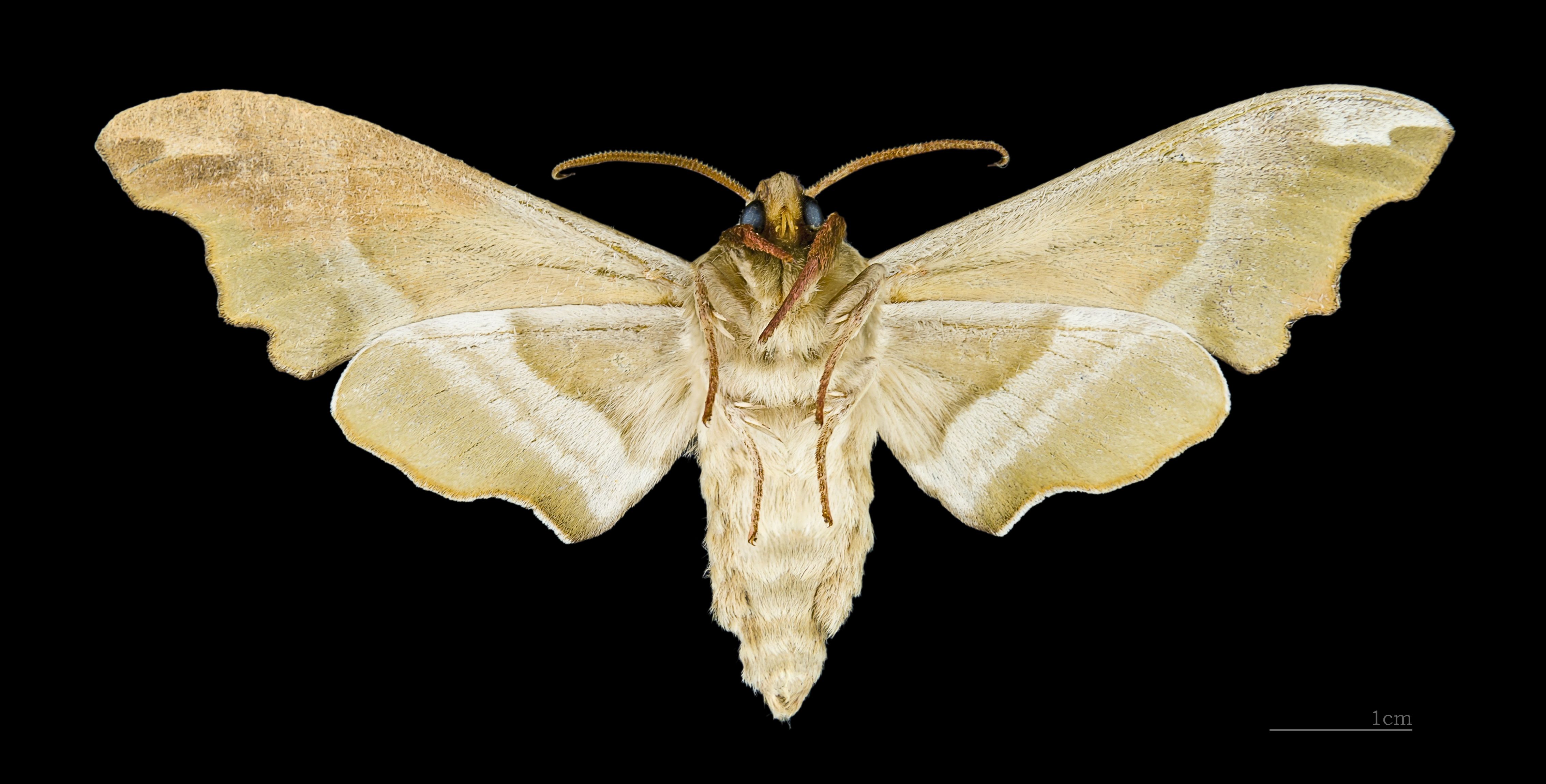
Mimas tiliae ♂ △
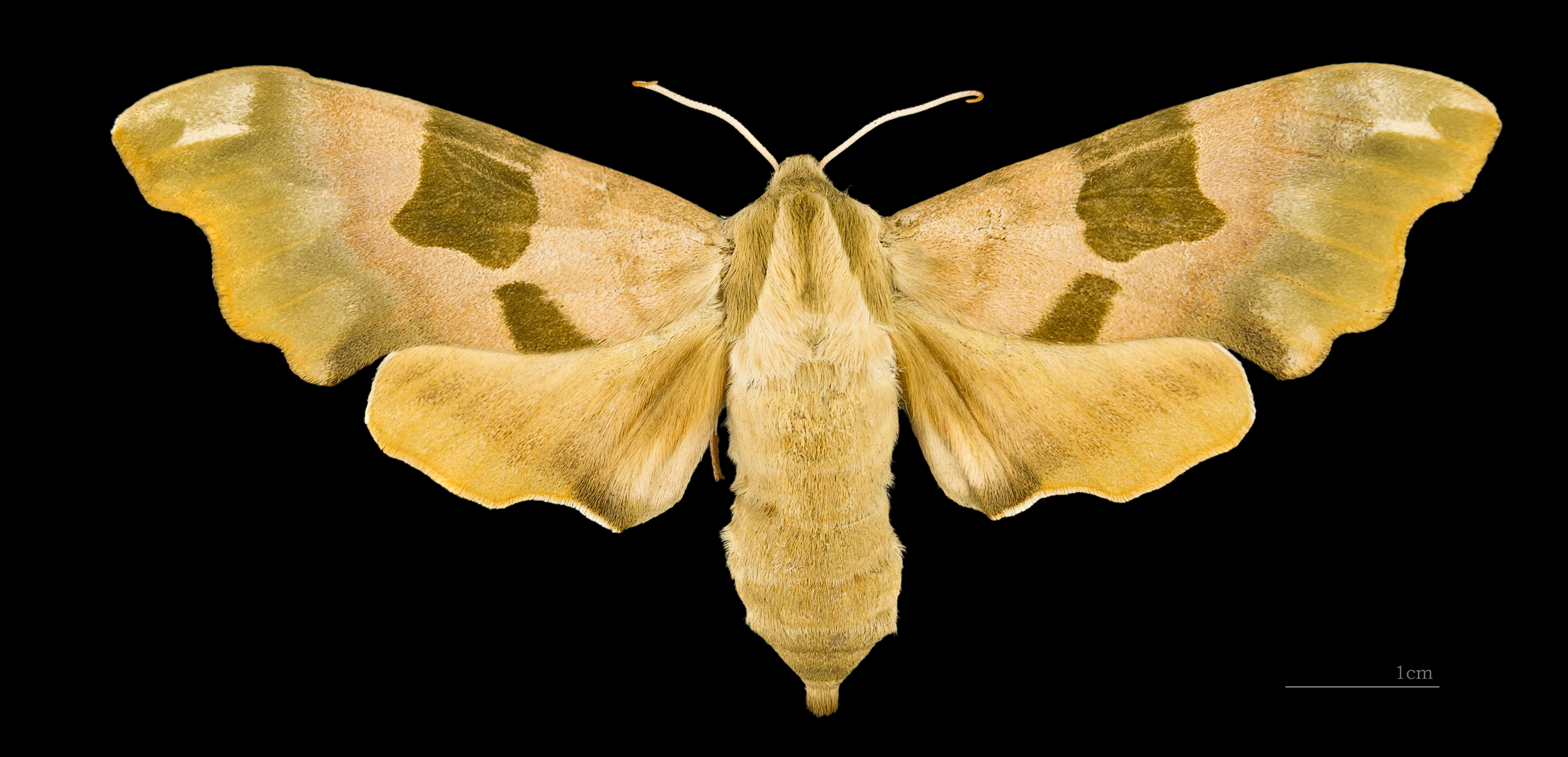
Mimas tiliae ♀
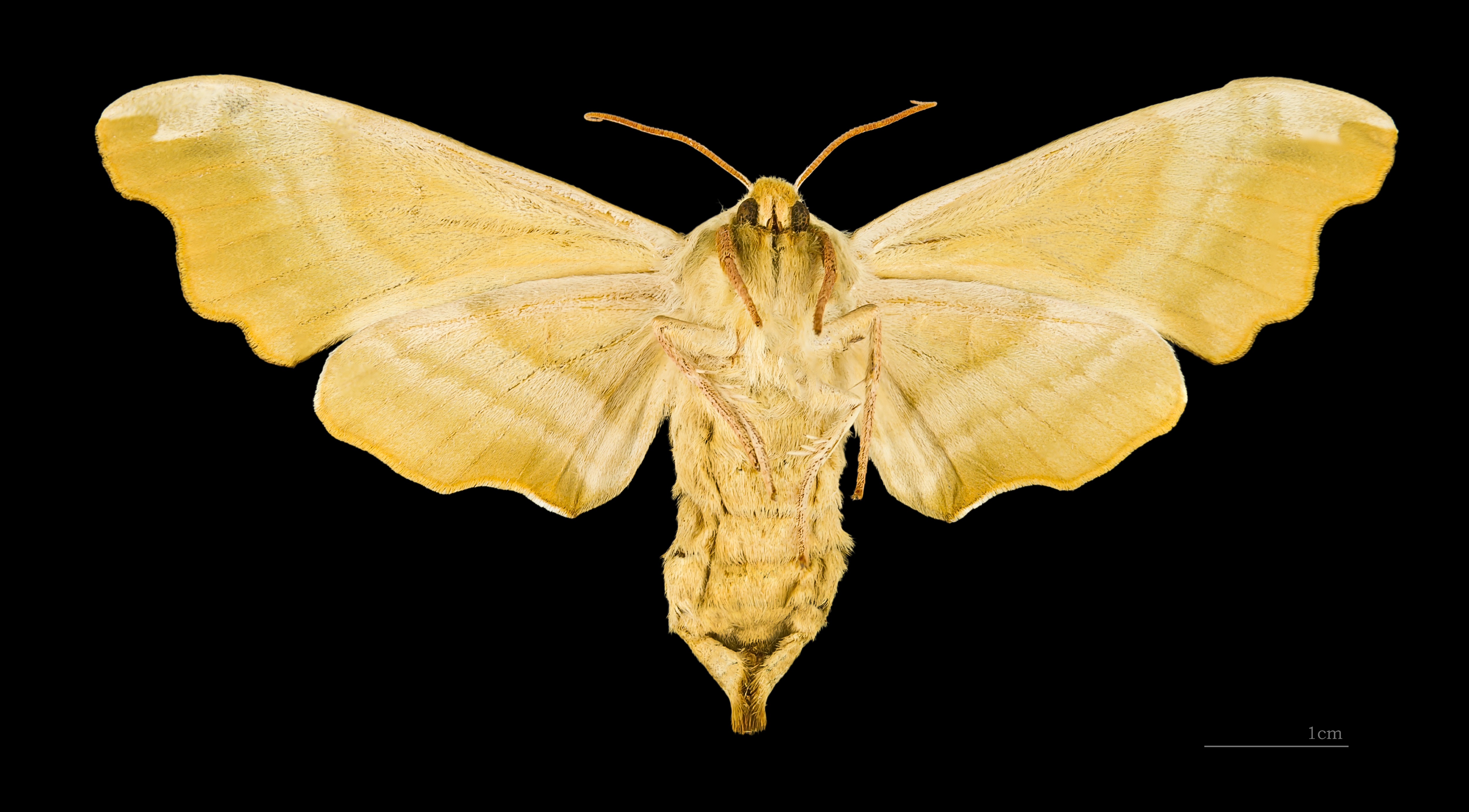
Mimas tiliae ♀ △